# Віслав II
Віслав II (*бл. 1240 — 1302) — князь Рюгену у 1260—1302 роках.

## Життєпис
Походив з династії віславичів. Син Яромара II, князя Рюгену, та Євфемії Померанської. Після загибелі батька у 1260 році разом з братом Яромаром III стає князем Рюгену, з яким розділив панування.
У 1266 році уклав нові торговельні угоди з містом Любеком. Водночас сприяв розвитку міста Штральзунда, що належав князівству. У 1269 році позбавив пільг місто Шадегард, яке було конкурентом Штральзунда. Водночас останній увійшов до складу Ганзи.
У 1270 році втрутився за спадщину матері у герцогстві Померанія, зумівши отримати землі навколо міста Славно. Тут заснував місто Рюгенвальде (сучасне м. Дарлово). Але у 1275 році втратив ці землі після невдалої війни з Мстівоєм II, князем Померелії.
У 1282 році князь Віслав II уклав з Рудольфом I Габсбургом, королем Німеччини, угоду, отримавши Рюген у довічне володіння разом з титулом імперського егермейстера. При цьому підтримував гарні стосунки з королівством Данією, брав участь у засіданні зборів місцевої знаті. У 1283 році приєднався до Ростокського союзу в складі ганзейських міст, князівств Мекленбург, Померанія, герцогства Саксен-Лауенбург, що було спрямовано проти маркграфства Бранденбург. У 1285 році отримав права на місто Трібзес.
У подальші роки сприяв економічному розвитку князівства, особливо його міст, підтримував союзні відносини з Ганзою. У 1288 році передав солеварні місту Грейфсвальду. У 1289 році уклав угоду з Бранденбургом стосовно можливого розподілу герцогства Померанії.
У 1290 році надав Штральзунду монополію на вилов оселедця біля півострова Віттов та комерційну монополію на острові Рюген. У 1297 році князь Рюгену видав право на спорудження міста у гирлі річки Рикк. У ті ж роки надав права монастирям Ельда та Нойєнкамп.
В останні роки часто бував у Норвегії. Помер у 1302 році під час святкування Різдва разом з родиною в Осло. Владу успадкували сини Віслав III та Самбор I.

## Родина
Дружина — Агнес, донька Оттона I, герцога Брауншвейг-Люнебурга
Діти:
- Віслав (д/н-1325), князь Рюгену у 1302—1325 роках
- Яромар (бл. 1267—1294), єпископ Камміна
- Самбор (бл. 1267—1304), князь Рюгену у 1302—1304 роках
- Маргарет (1270/1271-1318), дружина Богуслава IV, герцога Померанія-Вольгаст
- Гелена (1271—1315), дружина: 1) Іоганна III, князя Мекленбургу, 2) Бернарда III, князя Ангальт-Бернбурга
- Святополк (1273—1285)
- Евфемія (1280—1321), дружина Ґакона V, короля Норвегії
- Софія (1281-після 1302)